# Olivier Renet
Pour les articles homonymes, voir Renet.
Olivier Renet, né le 21 décembre 1964, est un grand maître international (GMI) du jeu d'échecs depuis 1990. Il remporte le titre de champion de Paris à deux reprises : en 1995 et 2015.
En juillet 1989, il est le premier joueur français à passer la barre des 2 500 points au Classement Elo. Il est à de nombreuses reprises champion de France par équipes avec son club de Clichy (Hauts-de-Seine).
Il se consacre aujourd'hui surtout à la formation des joueurs, en banlieue parisienne.

## Biographie et carrière
En 1984, Olivier Renet remporte le championnat de Paris mais le titre de champion de Paris revint à Alain Fayard, premier Français du tournoi des capitales de la communauté européenne.
Renet finit deuxième du championnat de France d'échecs, à égalité de points avec le champion (battu lors du match de départage par Gilles Mirallès en 1986 et par Marc Santo-Roman 1991).
Pendant le championnat du monde d'échecs de 1990, il est l'un des secondants d'Anatoli Karpov.
Renet représente la France lors de six olympiades de 1986 à 1996, du championnat du monde par équipe de 1985 et des championnats d'Europe par équipe de 1989 (médaille d'or individuelle au premier échiquier), 1992 (au 1er échiquier) et 1997 (comme remplaçant).
Il remporte le national B en 2006, et termine 11e au championnat de France d'échecs 2007.
Au 1er janvier 2019, il a un classement Elo de 2 480 points, ce qui fait de lui le 37e joueur français.

## Une partie
Olivier Renet-Andreï Sokolov, Clermont-Ferrand, 1989,
1. e4 c5 2. Cf3 e6 3. d4 cxd4 4. Cxd4 Cf6 5. Cc3 d6 6. g4 h6 7. Fg2 Cc6 8. Cb3 Fe7 9. f4 d5 10. e5 Cd7 11. 0-0 a6 12. Ce2 Dc7 13. Cg3 Cc5 14. c3 Cxb3 15. axb3 0-0 16. Ch5 Fd7 17. Fe3 Tfd8 18. De1! Ca5 19. f5! Cxb3 20. f6 Fc5 21. fxg7 Dxe5 22. Fxc5 Dxe1 23. Taxe1 Cxc5 24. Tf6! Ce4 25. Fxe4 dxe4 26. Txh6 f5 27. gxf5 exf5 28. Td1! Rf7 29. Thd6 Re7 30. Rf2 Fe6 31. Txd8 Txd8 32.Txd8 Rxd8 33. Cf6 Re7 34.g8=D Fxg8 35. Cxg8+ Rf7 36. Ch6+ Rg6 37. Cxf5 Rxf5 38. Re3 a5 39. c4 a4 40. c5 1-0.